# Mycetophila atra
Mycetophila atra är en tvåvingeart som först beskrevs av Macquart 1834.  Mycetophila atra ingår i släktet Mycetophila och familjen svampmyggor.
Artens utbredningsområde är Frankrike. Inga underarter finns listade i Catalogue of Life.